# Bokoni
Bokoni (« pays des Koni », « pays du peuple du Nord ») est l'aire de peuplement (le territoire, le foyer) d'une société agropastorale qui se situe dans le nord-ouest et le sud de l'actuelle province du Mpumalanga en Afrique du Sud. Les habitations, construites en pierre, sont caractéristiques, tout comme les parcelles agricoles délimitées par des murs de pierre et le réseau de routes menant aux habitations et aux zones de culture et de pâturage qui attestent de pratiques agricoles spécialisées. Ses habitants sont engagés dans des relations commerciales à longue distance. La région est occupée par les Koni entre 1500 et 1830 environ.

## Étymologie
La terminologie concernant Bokoni et ses résidents fait l'objet de nombreux débats. On trouve plusieurs variantes pour le terme, telles que Bokone, BoKoni, Bakoni, Bakone et BaKoni. Linguistiquement, Bokone se traduit en « région du Nord » et Bakone, en « peuple du Nord ». BoKoni et BaKoni ne sont plus considérés comme des graphies correctes. Le terme Koni a parfois été incorrectement utilisé pour traiter des prédécesseurs du peuple Nguni, il est en revanche utilisé pour parler adéquatement des membres des communautés qui résidaient à Bokoni. C'est un exonyme, car il est généralement admis qu'il n'est utilisé que par les étrangers, mais ne l'est pas par les intéressés pour se désigner eux-mêmes. Dans le souci de correspondre aux terminologies les plus fréquentes, « Bokoni » est ici utilisé en référence à la société et à son territoire et « Koni » pour parler des personnes qui la composent.

## Description

### Peuplement
Les études récentes montrent que les Koni ne forment pas une entité ethnique unique et ne doivent pas être considérés comme tel. Les recherches archéologiques sur les sites les plus anciens montrent l'existence de groupes ethniques distincts, venant d'endroits différents mais arrivés dans la même région à la même époque. Ensuite, au fil du temps, les groupes tendent à fusionner et à former une identité collective partagée. On a émis l'idée que les groupes Roka participent de cette identité commune. Quelques-uns de ces groupes viennent de l'est de la zone de peuplement tandis que d'autres sont en provenance du nord-ouest. Certains Koni modernes font référence au Swaziland (actuel Eswatini) comme étant le lieu d'origine de leurs ancêtres,,.

### Sites
Les sites de Bokoni se trouvent entre Ohrigstad et Carolina, au bord des différentes rivières qui se ramifient à l'est à l'ouest de cette ligne qui s'étire sur cent cinquante kilomètres,. Les communautés de Bokoni résident généralement dans de grands villages centraux qu'on trouve sur les collines surmontant les vallées ; ils sont entourés d'autres villages plus petits aux alentours. Les plus grands des villages s'étendent sur cinq kilomètres. Il existe cependant quelques notables différences quant à ce schéma, notamment des groupes de sites dans la partie sud de la vallée de la Komati et vers les affluents de la rivière Crocodile. Un groupe de sites isolés peut aussi être trouvé à l'ouest de la zone de peuplement, dans la vallée de la rivière Steelport (en). Ils ne présentent pas les mêmes caractéristiques que les autres et ils ont parfois été ignorés dans les diverses recherches effectuées sur le sujet. La région qui correspond à Bokoni est généralement décrite comme circonscrite entre les monts Leolu, la rivière Spekboom (en) et la vallée de Badfontein.
Les zones de peuplement s'étendent à des altitudes très différentes. 
La population de Bokoni, à son apogée, est estimée dans une fourchette allant de 19 000 à 57 000 personnes.

### Phases d'occupation
Quatre phases d'occupation ont été identifiées.
Avant le XVIIIe siècle, le peuplement est centré dans la vallée de la Komati ; de petites chefferies construisent les premières terrasses en pierres légères. Au début du XVIIIe siècle et jusqu'au milieu du même siècle, les structures prennent des formes plus défensives. Cela coïncide avec un déplacement du centre de peuplement de Moxomatsi vers Mholo-Pela, peut-être en lien avec la violence des populations Mapono (un sous-groupe Nguni) voisines. Cette phase correspond aussi au moment de la création de nombreux villages qui perdurent à la phase suivante. La période allant du milieu du XVIIIe siècle au milieu du XIXe siècle est marquée par des conflits fréquents, le plus souvent avec les Pedi (ou Maroteng). Le peuple Koni se disperse à ce moment et la plupart des informations proviennent alors des récits oraux et non plus des données archéologiques. À la fin du XIXe siècle, après une brève embellie au début de la période, Bokoni décline et connait une perte d'autonomie face aux groupes plus puissants. Les sites sont généralement abandonnés à partir de ce moment.

## Usage de la pierre
Uniques dans cette région de l'Afrique, les terrasses en pierre et le travail de la pierre sont les traits les plus représentatifs de la culture de Bokoni. Les pierres, d'origine locale, servent à plusieurs usages, tels que construire des routes, des enclos pour les animaux et des fermes. D'autres types de constructions existent aussi, plus localisés. Les terrasses et les murs en pierre sont très variés quant à leur forme ; les murs font de 1,2 à 2 mètres de hauteur. Les terrassements de Bokoni sont particulièrement bien préservés en comparaison d'autres bâtis similaires qu'on peut trouver dans d'autres régions, sachant que les routes et les terrasses à usage agricole de Bokoni sont considérées comme uniques.
Les murs de pierre ne sont pas statiques, définitifs ; les chercheurs pensent qu'ils sont conçus de manière à pouvoir être remodelés en fonction des besoins. Les données archéologiques de certains sites montrent des routes à plusieurs niveaux et les fouilles à Rietvlei ont révélé des zones de pâturage pour le bétail placées directement sur d'anciennes terrasses agricoles ; il s'agissait sans doute d'optimiser l'occupation des terres.

### Routes
Les système des routes de Bokoni est considéré comme le plus long et le plus complexe de l'Afrique du Sud pré-coloniale, et il n'existe que peu de dispositions comparables ailleurs dans le monde. Les routes sont délimitées par un muret ou un mur de pierre de chaque côté. Elles relient les habitations et les agglomérations, et sont utilisées pour limiter et canaliser les déplacements des troupeaux tout en préservant les terrasses destinées au pâturage ou à l'agriculture. À l'approche des fermes, les routes tendent à se rétrécir, jusqu'à ne plus faire qu'un mètre de large, obligeant les animaux à circuler sur une seule file (à la queue leu leu). Dans la plupart des cas, les chemins se terminent aux entrées d'enclos situés au centre d'un ensemble de bâtiments. Ces routes peuvent être considérées comme des « routes communautaires » reliant les différentes habitations et terrasses. Leur longueur peut atteindre quatre kilomètres.

### Terrassements agricoles
Les terrassements agricoles sont variés en forme et en complexité et c'est le seul système connu à avoir perduré jusqu'à la période coloniale et au-delà. Les limites des champs sont marquées par des rangées de pierres simplement disposées au sol et, parfois, par des murs considérables, mesurant en ce cas généralement plus d'un mètre de haut. La taille et la forme des parcelles varient énormément. La tendance est de délimiter des parcelles plutôt sur des terrains pentus que sur les sols plats, ce qui est une autre des caractéristiques de l'agriculture de Bokoni. L'agriculture se pratiquait sans doute aussi en plaine, mais les preuves archéologiques sont manquantes tandis qu'on sait que les matériaux utilisés pour la construction des terrasses et autres structures proviennent des collines mêmes sur lesquelles elles sont érigées.
Les terrasses sont efficaces dans la lutte contre l'érosion des sols sur les pentes des collines. Elles servent non seulement à diviser des parcelles, mais permettent de rendre cultivables les pentes raides qui, sinon, seraient victimes de l'érosion ainsi qu'à retenir l'eau. Dans la plupart des cas étudiés, il semble que les terrasses ne sont pas construites en une seule fois ; la perte des sols du fait de l'érosion amène à agrandir certaines des délimitations initiales vers le haut pour l'éviter. On pense également que ce système n'a pas été mis en place dès les débuts de l'occupation des lieux, mais, plutôt, au fil du temps et de l'accroissement de la population.

### Habitat
Les habitats de Bokoni ont plusieurs points communs dans leur disposition ; on trouve ainsi un kraal central pour le bétail, entouré par des espaces domestiques comprenant les habitations pour les familles et les espaces sociaux, le tout enserré par un mur extérieur. La plupart du temps, ils sont reliés, via de petits chemins, à des routes plus larges qui mènent aux autres habitations et agglomérations et aux autres régions de la zone de peuplement. Les superstructures (parties supérieures des constructions) sont faites de matériaux plus légers que la pierre ; il y a donc peu de vestiges en dehors des murs en pierre et des fosses à feu. Il existe cependant quelques exceptions avec des huttes construites entièrement en pierre et présentant des encorbellements. On les trouve dans les groupes de sites du sud de la région principale,,. Des études montrent également que la disposition physique des constructions à l'intérieur des concessions évolue en fonction des liens familiaux et notamment de la taille de la famille.
Les archéologues distinguent trois variétés de dispositions pour ces concessions.
La première est faite de deux cercles concentriques. Le cercle intérieur abrite le bétail dans son kraal central, le cercle extérieur sert d'espace domestique, il abrite les bâtiments d'habitation. Un mur intérieur entoure l'espace domestique outre le mur extérieur. Ce type de disposition se trouve le plus souvent dans les petits habitats des endroits isolés.
La deuxième disposition est aussi constituée de deux cercles concentriques, mais elle est complétée par des cercles extérieurs au mur d'enceinte, disposés selon un motif qui rappelle des pétales de fleur rayonnant autour d'un cœur central. Ce type d'habitat se trouve essentiellement dans les plus grandes agglomérations.
La troisième disposition ne connaît pas les cercles concentriques des deux premières, elle est faite entièrement de petits cercles. C'est la forme la plus rare, qui se trouve généralement à une bonne distance des autres propriétés et des terrasses agricoles.
La comparaison des autres types d'habitat du continent avec celui de Bokoni permet de considérer qu'il est largement distinct et donc représentatif car il ne suit pas les conventions traditionnelles. La distinction porte sur les enceintes à orientations opposées de la première et de la deuxième forme et sur les enceintes extérieures de la deuxième forme, disposées « en pétale de fleur », et de la troisième forme, qu'on ne retrouve pas ailleurs,. La taille des villages varie beaucoup, Rietvlei, composé de trois cents concessions, étant le plus grand.

### Gravures rupestres
Les Koni ont créé beaucoup de gravures rupestres, c'est une caractéristique essentielle de leur culture avec les habitats en forme de fleur, quoiqu'étant de nature plus interprétative. Les pétroglyphes sont réputés car très détaillés ; ils représentent des structures stylisées d'une manière comparable à beaucoup d'autres datant de l'âge du fer africain. Il existe aussi un aspect « masculin » que certains attribuent au fait, notamment pour la zone de Boomplaats (ceb) et de ses alentours, que les gravures ont été réalisées par des jeunes hommes durant leurs activités de gardiennage de bétail. Les gravures rupestres de Bokoni sont protégées par le gouvernement sud-africain via le National Heritage Resources Act of 1999.

## Société

### Système de croyances
Dans le système de croyances des Koni, les esprits ancestraux ne peuvent être contactés que par l'intermédiaire du chef de famille mâle, à la tête de la famille et de la concession, grâce au pouvoir qu'il détient du fait de son appartenance à la lignée patrilinéaire de ces ancêtres.

### Figures d'autorité
Dans tout le Mpumalanga, le rôle des dirigeants est similaire. Les terminologies employées en témoignent ; on trouve quatre vocables pour désigner le dirigeant, le « chef » : kgoši, kgosi, inkosi et ihosi, ce qui semble montrer que l'organisation en chefferie remonte à loin et est commune à toutes les cultures présentes dans la région,:3. Concernant leurs devoirs, les dirigeants sont en général responsables des sujets concernant l'ensemble de la société, tels la sécurité et les déplacements de population (migration). Au fil du temps, du fait de la pression des groupes extérieurs à la société Koni, il se développe un mode de pensée plus défensif, qui conduit à la construction de structures en pierre plus hautes, éventuellement fortifiées, qui servent de défenses. L'emplacement de ces structures stratégiques a également été attribué à la volonté de disposer de meilleurs points d'observation pour la chasse mais aussi d'afficher symboliquement une supériorité sur les autres groupes.
Les chefs principaux sont aidés par des conseillers ainsi que par des chefs subordonnés, issus des différents sous-groupes de la chefferie. Les conseillers et les chefs subordonnés représentent leurs sous-groupes respectifs, ils sont choisis sur la base de l'âge, du rang social et des compétences. Les chefs ont un haut degré d'autonomie et la grande société Koni ne connaît qu'une faible centralisation du pouvoir.

### Rôles par sexe
Il existe une division sexuelle des tâches dans la société Koni, même si cela n'est pas totalement figé. Typiquement, les femmes s'occupent ainsi des labours et les hommes de gérer des récoltes. La société est essentiellement patriarcale, même si les femmes peuvent parfois exercer leur pouvoir en tant que membres de la classe supérieure et, à l'occasion, exercer en tant que guérisseuses. Les Koni connaissent aussi rites initiatiques liés à l'âge, l'ibinda, qui permettent de distribuer les rôles entre « enfants » et « adultes » notamment la possibilité de participer à la chasse,,,,.
Les femmes pratiquent aussi l'activité minière. Elles exploitent notamment le site de Thaba Tšhweu (qui veut dire « montagne blanche »), appelé de nos jours Marble Hall, d'où elles extraient du calcaire. Ce calcaire est réduit en une fine poudre, utilisée pour le maquillage, les peintures faciales et le blanchiment des murs des habitations.
L'accès à certaines parties des propriétés familiales est aussi parfois soumis à des différences selon le sexe. À certains endroits, les femmes ne peuvent pas entrer dans les étables, situées au centre des concessions. Le domaine des femmes est celui des greniers qui se trouvent en-dehors des murs d'enceinte où elles s'occupent aussi des animaux de basse-cour telles les chèvres. En d'autres endroits, la partie domestique des concessions (le cercle extérieur) est dirigée par les femmes.
La cuisine est le domaine exclusif des femmes, ainsi que la fabrication de la bière ; cela se pratique usuellement à l'intérieur. Ce n'est que dans des occasions particulières que les hommes font rôtir un bœuf.

## Économie

### Contexte naturel
Les Koni sont sujets aux difficultés que sont la sécheresse, l'infestation par les insectes, les criquets locustes ainsi qu'à des maladies telles que la malaria et la trypanosomiase (« maladie du sommeil »),,,. Ils sont aussi confrontés aux guerres et aux attaques sous forme de raids ainsi qu'exposés à la confiscation de bétail par les chefs.
Les pratiques agricoles sont diversifiées et adaptées à ces conditions. Les enclos de pierre ne recèlent pas de traces de fumier, il est donc probable qu'il servait d'engrais pour les cultures et les Koni pratiquent l'agriculture et le pâturage sur une même parcelle selon un système d'alternance saisonnière,,. Le bétail est conduit aux pâturages à la nuit pour éviter la majeure partie des insectes, et la végétation infestée par la mouche tsé-tsé et les moustiques est brûlée pour en être débarrassée,.

### Agriculture
Les sols de la région sont de bonne qualité et sont maintenus en place par des terrasses dans les zones pentues ; on y cultive notamment le sorgho, le mil et le maïs. L'archéologie et l'histoire orale montrent qu'au cours du XVIIIe siècle le maïs est introduit et finit par remplacer le sorgho ; il est plus facile à cultiver quoique moins rentable. L'agriculture est la principale source d'approvisionnement en nourriture des Koni, elle est vitale dans un contexte où l'élevage n'est pas une ressource constante. L'agriculture est vue comme un travail de femmes.
Les dirigeants sont responsables de l'allocation des terres pour les sous-groupes qu'ils représentent. Elles sont divisées entre terres destinées à l'agriculture, terres destinées au pâturage et terres à usage résidentiel:8-11,. Il s'agit, comme classiquement en Afrique subsaharienne, d'une gestion communautaire:8-11,.
Au cours du XIXe siècle, peut-être en lien avec une brève visite de David Livingstone, les missionnaires introduisent la charrue et les bœufs. On ne sait pas si cela s'est montré efficace sur les parcelles en terrasse. La houe, lestée de pierres percées, est d'un usage courant.

### Élevage
Communauté agropastorale, les Koni pratiquent intensivement l'élevage bovin. La possession de grands troupeaux est un signe de richesse et les guerres ou les conflits locaux sont le plus souvent liés à des vols de bétail. Il existe aussi un système de prêt de bétail, qui permet une redistribution des richesses et une ascension sociale éventuelle pour ceux qui en bénéficient,,,. L'élevage du bétail est généralement un travail masculin. Les Koni sont réputés pour leur efficacité : un petit groupe d'hommes peut surveiller plusieurs troupeaux en même temps. Le bétail est utilisé comme paiement pour obtenir une épouse (prix de la fiancée), mais il est souvent explicitement interdit aux femmes de s'approcher du bétail, à l'instar des pratiques dans certaines régions voisines ; les nouvelles épouses issues des groupes Nguni du sud voisin ne peuvent ainsi pas boire le lait venant des troupeaux.

### Commerce et travail du métal
Grâce à une situation géographique favorable et à l'existence de produits exportables, les Koni connaissent un succès économique important.
Le travail du métal par les Koni fut débattu par les archéologues. Dans la mesure où la métallurgie locale n'était pas attestée archéologiquement, les chercheurs tendaient à penser que les Koni ne la pratiquait pas. À une époque, l'idée était que les Koni n'avaient pas accès au fer tandis que, plus tard, leurs voisins Pedi en auraient disposé. On pense désormais que le site voisin de Phalaborwa pourrait avoir été une source d'approvisionnement en fer importé. Malgré les premières interrogations, il est désormais clair que les Koni avaient accès au fer, qu'il soit local ou importé. Une grande partie de la région de Bokoni présente des preuves archéologiques de l'existence de la métallurgie. Sur des sites proches de Lydenburg, Badfontein et Carolina, outils, installations, charbon, ainsi que des produits finis tels que des haches, des pics, des couteaux, des lances et des houes, ont été trouvés,,,. Les Koni ne sont pas des producteurs de cuivre ou d'étain, mais on trouve ces matériaux sur les sites de Bokoni. On pense donc qu'à leur époque, les Koni servent d'intermédiaires dans un réseau commercial, faisant circuler différents métaux et produits manufacturés en métal depuis et vers la baie de Delagoa. Delagoa (aujourd'hui Maputo au Mozambique) est l'un des centres qui apparaissent dans les années 1700, drainant les échanges d'une large région entourant Bokoni, correspondant à l'actuel Mpumalanga, qui s'engage à ce moment dans un commerce et une économie à grande échelle.
Des recherches récentes ont mis en lumière l'existence d'un commerce de bétail, qui a peut être été amplifié par les conflits avec les bergers Pedi dans la région au nord de Lydenburg. Le sel est aussi un produit d'exportation pour les Koni. Il est produit à partir de sources alcalines, contrôlées par des chefs qui en font payer l'accès.[source insuffisante]
Les perles sont probablement le premier produit d'importation à atteindre la région, comme le suggèrent les preuves archéologiques trouvées à KwaMaza, la capitale de leurs voisins Kdundza (un groupe ndébélé) entre le XVIIe et le XIXe siècle. Les perles sont très recherchées par les Koni ; elles sont d'ailleurs précieuses aux yeux de tous les peuples du Mpumalanga. Leur valeur varie selon leur nature. L'or, quant à lui, est un produit d'exportation pour les Koni, qui ne l'utilisent pas ; il n'est présent dans aucun objet manufacturé retrouvé grâce aux fouilles. On a un temps pensé qu'à l'instar du cuivre et de l'étain qui ne sont pas des produits locaux, l'ivoire ne provenait pas non plus de la zone de Bokoni. Aujourd'hui, les chercheurs admettent qu'il y avait d'importantes populations d'éléphants qui alimentaient un considérable commerce côtier de l'ivoire durant les années 1600. L'ivoire était probablement échangé contre des vêtements et des perles. L'implication des Koni dans les divers réseaux commerciaux est susceptible d'avoir incité certains groupes à tenter d'absorber Bokoni, leur territoire,.

### Poterie
Les premiers travaux concernant les céramiques de la région sont relativement précoces. La plupart de ces premières études cherchent à lier les formes locales à celles des groupes voisins modernes, tels les Zoulous et les Pedi,,,,. Ces études sont désormais critiquées par les chercheurs. Ces méthodes perdurent dans les années 1970 et sont critiquées essentiellement pour leur manque de mise en relation avec l'histoire orale. En 1982, D.P. Collet (op. cit.) propose le terme « Marateng » pour qualifier le style de poterie de Bokoni ; c'est le nom d'une montagne de la région de Badfontein et le terme est proposé pour qualifier la poterie mais aussi toute la culture matérielle de la région. Ce nom est cependant considéré comme trop proche de « Maroteng », le nom du sous-groupe Kgatla-Tswana, ancêtre des Pedi,.

## Histoire et historiographie
Recueillie par les prêtres de la Société missionnaire de Berlin dans les années 1860 puis, plus tard, par les autorités et les universitaires à partir des années 1900, l'histoire orale des Koni et de Bokoni est considérée comme peu fiable car on estime aujourd'hui que les pratiques et les méthodes de recueil n'ont pas été très rigoureuses. En raison du manque de documentation et de sources fiables, il y a un risque évident de biais et de partialité dans les récits subséquents. Une importante collecte d'informations est menée dans les années 1930 par C.W. Prinsloo. Son travail se concentre sur les personnes qui, à l'époque, résident dans la région de Bokoni et reconnaissent les Nguni comme leurs ancêtres. Son travail est reconnu comme important par son ampleur ; Prinsloo parlait la langue locale et avait été éduqué parmi ceux qui, au début du XXe siècle, s'identifiaient comme des Koni,. Winter et Hunt collectent aussi des éléments de l'histoire orale, en 1912 et 1913, mais adoptent le point de vue de leurs rivaux Pedi ; leur travail n'est pas considéré comme d'une qualité atteignant celle de Prinsloo.
L'histoire orale des Koni n'a pas été prise en considération avant les années 1970, peut-être parce que les recherches se sont massivement orientées vers les Pedi, pour lesquels il existe beaucoup plus d'informations disponibles,.

### Histoire ancienne
Moxômatsi, situé au sud de Machadodorp, est considéré par les descendants des Koni comme étant le premier site occupé par eux dans la région qu'on appelle Bokoni. Il est occupé jusqu'à ce que les attaques réitérées d'un autre groupe local, les Mapono, amènent les Koni à se déplacer vers le nord-est. Le nouveau lieu d'implantation, connu sous le nom de Mohlo-Pela, se trouve à l'est de Machadodorp. L'implantation est plus durable, et de nouveaux villages commencent à apparaître dans la région de Machadodorp. Le plus connu de ceux-ci, auquel il est souvent fait référence par la suite, est Khutwaneg, son nom complet étant Khutwaneg, Metsi a Thatha (ce qui signifie à peu près « vapeur d'eau »). Les dates correspondantes peuvent être retrouvées grâce à l'histoire orale de leurs voisins Pedi (nommés Maroteng à l'époque). L'historiographie s'accorde donc à dire que les Maroteng, venus du sud-est, s'installent dans la région et commencent à interagir avec les Koni vers 1650. L'occupation Koni peut donc être datée du début du XVIIe siècle.
Durant les deux siècles qui suivent, les Maroteng et les Koni sont voisins dans une région contrôlée par les Mongatane. Il existe en outre une chefferie Baroka au nord de la zone occupée par les Pedi et les Koni. Vers 1740, les Pedi, conduits par leur dirigeant, Moukangwe, s'affrontent à un sous-groupe des Koni connu sous le nom de Kgomane, dont on pense qu'il résidait au nord-est de Lydenburg. C'est le premier conflit relativement important, et il marque le début de la « troisième phase » d'implantation des Koni. Les raisons du conflit varient selon les sources orales, mais le consensus est que les Maroteng, après la mort de Mohube, le fils du chef pedi Moukangwe, tué par ou à l'instigation des Koni, avaient des visées expansionnistes. Les Kgomane auraient demandé l'aide des Mongatane pour contrer les attaques des Maroteng. Ces derniers se renforcent et on pense que cela catalyse la création de ce qui deviendra le royaume des Pedi, Bopedi, afin de s'opposer à une alliance entre les Mongatane et les Koni.
Le successeur de Mohube est Mampuru, lequel, en tant que dirigeant des Maroteng/Pedi, accentue la pression sur les Koni. Le point culminant du conflit est la bataille de Kutoane, près de Badfontein, une place forte Koni, dirigée par le chef Ntsuanyane. Dans un premier temps, les Pedi n'arrivent pas à forcer l'entrée principale et à envahir le lieu, mais un traître révèle l'existence d'une seconde entrée ; elle est forcée, et Kutoane tombe.

### Absorption et conflit avec les Pedi
Les succès militaires de Moroamotshe (parfois Morwamotše), fils de Mohube et héritier du chef au pouvoir, vainqueur à Kutoane, lui permettent d'asseoir son pouvoir sur ce qui devient petit à petit le royaume Pedi. Durant sa gouvernance, il semble que plusieurs groupes Koni sont incorporés dans le royaume, quoiqu'ils conservent leur nom clanique et leur identité propre, ce qui est une pratique courante dans l'Afrique australe de l'époque,. Les groupes de Koni sous l'égide des Pedi ont cependant probablement de grandes capacités militaires et économiques. Après la mort de Moroamotshe, vers 1780, deux de ses fils, Thulare et Dikotope, se disputent sa succession. Dikotope se réfugie auprès des Koni à Orighstad. Il cherche à s'allier militairement avec les Mongatane afin de combattre son frère et rival Thulare. Peu après l'arrivée de Dikotope à Orighstad, Thulare attaque les forces des Mongatane afin de tuer dans l'œuf la future alliance. Agissant par surprise, il obtient une victoire rapide et facile. Il se retire ensuite, se préparant à combattre les forces combinées de Dikotope et des Koni. Les forces Koni tardant à arriver, il parvient à remporter d'autres victoires et il tue Dikotope et le chef Koni qui lui est allié, Mo'labini.
Thulare est à l'apogée de son pouvoir après les défaites infligées aux Koni et aux Mongatane. Après sa mort vers 1820, des querelles de succession (il a de nombreux fils) agitent violemment le royaume. Dans le chaos qui s'ensuit, Makopole quitte la capitale pedi et s'établit auprès des Koni de Lydenburg. Il s'affranchit petit à petit de la tutelle du royaume et il est désigné à un moment le chef de Bokoni et des Koni, alors qu'il développe la forteresse qu'il habite. Il attire ainsi l'attention de Phethedi, un éphémère souverain des Pedi, qui attaque sans succès sa forteresse.

### Défaite de Makopole
La forteresse de Makopole est plus tard prise par Sobhuza, roi du Swaziland ; ce n'est que l'un des nombreux groupes qui razzient le Mpumalanga dans les années 1810 et 1820 et créent de nombreux conflits qui plongent la région dans le chaos à cette époque. Cela inclut les Ndwandwe, qui s'installent près de la rivière Steelport au milieu des années 1820 et les Ndébélés qui s'installent à l'ouest vers 1826. Jusqu'à la domination ndwandwe sur les Pedi en 1824-1825, ces derniers restent une menace constante pour les Koni. Quoique plus lointain, il en est de même du Mozambique, au sud. Au milieu de ces troubles, les Koni souffrent de pertes considérables ; ceux du sud sont particulièrement touchés, ne disposant pas de montagnes où se réfugier. Tous sont dispersés. On dit même que certains en sont réduits au cannibalisme ; ils sont rebaptisés Makchema.

### Marangrang
Après le départ des Ndwandwe de la région vers 1825, les récits historiques révèlent que deux personnes émergent en tant que chefs de Bokoni, Patane et Moss. À la suite d'une querelle entre ces deux hommes, un soldat roturier nommé Marangrang (ou Morangrang) rallie les forces de Bokoni, dépose les deux précédents et devient le nouveau dirigeant. Ce récit est intéressant car il qualifie Marangrang de roi plutôt que de chef, ce qui implique une nouvelle forme d'identification pour Bokoni, vu comme un royaume. Marangrang réussit à vaincre les deux groupes cannibales Makchema mais aussi les groupes Bapeli du nord. Après ces succès, Marangrang et ses partisans quittent la région de Lydenburg pour Khutwaneg, une place forte de la région de Machadodorp. Quoique gagnant initialement le large soutien des groupes de Bokoni, Marangrang semble être un dirigeant cruel,,.
L'installation à Khutwaneg reflète les préoccupations du moment ; il s'agit de tenir une zone relativement facile à défendre et de l'équiper de structures défensives en pierre car tous les groupes voisins, au premier rang desquels les Zoulous, sont hostiles,.
Marangrang est déposé et tué par les partisans de Sekwati, retourné dans le nord en 1828 et qui règne sur Bopedi, le royaume des Pedi. Certains groupes koni dispersés par les évènements rejoignent aussi le royaume Pedi. Dans les années 1830, il reste peu de choses de la société agropastorale des Koni. La région est peuplée à nouveau, Khutwaneg est de nouveau occupée, mais il n'existe plus de chefferies influentes. C'est la quatrième phase du peuplement koni,.

### Les Koni avant le colonialisme
Lorsqu'ils sont menacés par les Boers, beaucoup des groupes koni restants abandonnent la région pour trouver refuge auprès d'autres groupes plus puissants. Cependant, entre les années 1850 et 1870, les Koni incarnent la résistance alors que les pouvoirs régionaux s'affaiblissent. En 1873, Merensky, missionnaire allemand, mentionne le village koni de Botschabelo ; dirigé par un certain Phassoane, il est le refuge de Johannes Dinkwanyane qui sera plus tard un protagoniste des guerres des Pedi contre la république boer du Transvaal. Dinkwanyane s'installe ensuite à Mafolofolo, au nord de Lydenburg,. Mafolofolo est considéré comme important par les archéologues, pour sa construction et sa signification culturelle. On trouve dans ses murs de pierre des ouvertures pratiquées pour permettre d'utiliser des armes à feu. Ses habitants semblent avoir été des Koni, des Pedi ainsi que quelques travailleurs des missions. Ce site, établi dans la seconde moitié du XIXe siècle, hautement fortifié, est l'un des derniers associés aux Koni,.

## Archéologie des sites Bokoni

### Histoire
Alors qu'il y a un relatif intérêt des universitaires quant aux pétroglyphes de la région dès 1918, celui pour les sites d'habitations et agricoles entre Orighstad et Carolina ne se manifeste que dans les années 1930. La première étude date de 1932, elle est due à P.W. Laidler, qui s'intéresse aux poteries. En 1939, Egbert Cornelis Nicolaas van Hoepen est le premier à étudier les murs en pierre de quatre sites, s'intéressant aux enclos, aux terrasses et aux gravures. Van Hoepen déclare que les habitants sont les ancêtres polygames des Pedi et des Ndzundza, bien que, quelques années auparavant, P.W. Prinsloo ait identifié ces sites comme construits par les Koni,.
Après les travaux de Laidler et Hoepen, les recherches s'interrompent jusqu'aux années 1960. Revil Mason (en) analyse les terrasses de la région grâce à des photos aériennes. Ces photos, utilisées par Mason en 1968, conduisent à la découverte de près de 1 800 sites aux alentours d'Orighstad,. Sa définition d'un settlement (« peuplement ») diffère de celle des autres experts. L'intérêt de Mason à poursuivre des recherches dans la région conduit à la création du « programme âge du fer » à l'université du Witwatersrand, qui maintient l'attention sur l'endroit jusqu'au départ de Mason de l'université quelques décennies plus tard.
Les années 1970 sont donc celles d'un plus grand intérêt pour ces sites. Inspiré par les travaux de Mason, Timothy Michael Evers conduit d'autres recherches aériennes, découvrant ce qu'il identifie comme 166 sites,. Evers analyse aussi les schémas de construction et de regroupement des constructions. Tout à la fin des années 1970 et au début des années 1980, Dave Collet, à l'époque simple étudiant en master à l'université du Witwatersrand, s'intéresse à la région de Badfontein, au sud des zones étudiées par Mason et Evers. Les sites sont installés sur les pentes tournées vers l'ouest des collines dominant les vallées, tandis que ceux de la région étudiée par Mason et Evers le sont sur des pentes tournées vers l'est.
Après le départ de Mason de l'université, l'intérêt pour l'endroit retombe à nouveau. L'étude la plus importante est celle de Tim P. Maggs en 1990, qui analyse les gravures rupestres négligées dont Hoepen avait rendu compte soixante ans auparavant,.
Les études les plus récentes comprennent une analyse chimique des sols des terrasses et une analyse spatiale grâce à des systèmes d'information géographique,.

### Débats sur les habitants
Les chercheurs pensaient à l'origine que les Pedi étaient responsables de la construction des sites mais les datations par le radiocarbone ont révélé que les sites de Bokoni autour de Lydenburg étaient antérieurs aux sites pedi attribués et datés sans ambiguïté et antérieurs à la période d'hégémonie ou de domination pedi. Les groupements de sites de la vallée de la Komati étaient considérés comme des exceptions à l'époque mais sont reconnus désormais comme étant les plus anciens, ceux de la première phase d'occupation Koni.
Une théorie, courante parmi les archéologues jusqu'à aujourd'hui, est que les Koni sont venus au Mpumalanga en provenance du nord. Les Koni eux-mêmes font allusion à un dirigeant emblématique, Mabula, et au Zimbabwe, d'où ils viendraient, et où Mabula aurait été enterré à un moment non précisé du passé.
Une autre théorie est que les ancêtres des Koni occupaient le lowveld du Mpumalanga, dans des sites tels que Phalanorwa et Bokgaga près de Leysdorp, à une époque indéterminée du passé. Lorsque le groupe d'origine se serait fragmenté en une multitude de petits groupes aux XVe et XVIe siècles, le plus grand groupe (par le nombre), se serait retrouvé sous la direction de la lignée Matlala. Certains groupes seraient restés dans le lowveld tandis que d'autres seraient partis vers l'ouest et le sud, se regroupant près de ce qui est de nos jours Ohrighstad, Lydenburg et Middelburg. Le groupe dominant à ce moment aurait été celui des Matlala-a-Thaba (« Matlata de la montagne »). Ces derniers, durant le XVIIe siècle, auraient connu des conflits entre le vieux chef et ses fils, Rakodi, Mathekga et Mojela. Des dissidents auraient occupé des sites à vocation militaire défensive tels Makgabeng et Blouberg. On connaît d'autres sites Koni consacrés simultanément à la défense militaire et à l'agriculture tels Ga-Chuene (Chuene's Poort de nos jours) et Thaba-Tšhweu (Marble Hall aujourd'hui), bien que l'histoire orale en fasse des peuplements temporaires  occupés seulement à l'occasion du mouvement global de déplacement des populations Koni.
Van Hoepen, dans son étude de 1939, avance que les sites du Mpumalanga n'ont rien à voir avec ceux qu'on trouve au Zimbabwe, une idée courante à l'époque, évoquée y compris par Raymond Dart, le célèbre anthropologue. Van Hoepen avance que ces sites sont le fait des ancêtres des Ndébélés et des Pedi. Evers est d'accord avec cela, arguant de la similarité de la céramique locale avec celle des Pedi,.
M.H. Schoeman est la première à présenter des arguments convaincants à l'encontre de la « thèse pedi » dominante. Analysant la tradition orale pedi, elle trouve une référence à Badfontein, décrite comme une « forteresse des Koni », attaquée par les Pedi conduits par Mampuru. Cela concorde avec des rapports plus anciens de D.R. Hunt, qui avait étudié le site de la forteresse (mais pas les autres) et l'avait attribué aux Koni du XVIIIe siècle,.

## Bokoni à l'époque actuelle

### État des sites
Jusqu'à présent (2020), aucun site n'a été inscrit sur une liste de sites protégés et tous sont confrontés à de graves menaces concernant leur préservation. Beaucoup sont situés sur des terrains privés et quelques-uns ont été détruits pour récupérer leur matériau. En dépit de la protection juridique dont ils disposent, les pétroglyphes sont fréquemment endommagés par les visiteurs mais aussi par le passage des troupeaux, les incendies et les pillages.

### Les Koni contemporains
Alors que les sites Koni sont considérés comme abandonnés à l'heure actuelle, la région est continuellement occupée jusqu'à aujourd'hui. En 1952, une « tribu » Koni (selon la terminologie de l'époque) est considérée par les Pedi comme indépendante et dirigée par un certain Maserumule. H.O. Mönnig, en 1967, note dans la région la présence d'environ cinquante groupes qui s'identifient eux-mêmes comme Koni. Ils arborent des totems comme le moineau à front écaillé, la hyène, l'éléphant, le céphalophe, le buffle, le crocodile, le léopard, le lion et le babouin.
Selon le documentaire de 2015 Forgotten World, certains groupes de Koni auraient trouvé un refuge et une nouvelle manière de vivre auprès des missions religieuses, comme à Botshabelo.